# Neue Synagoge (Erfurt)

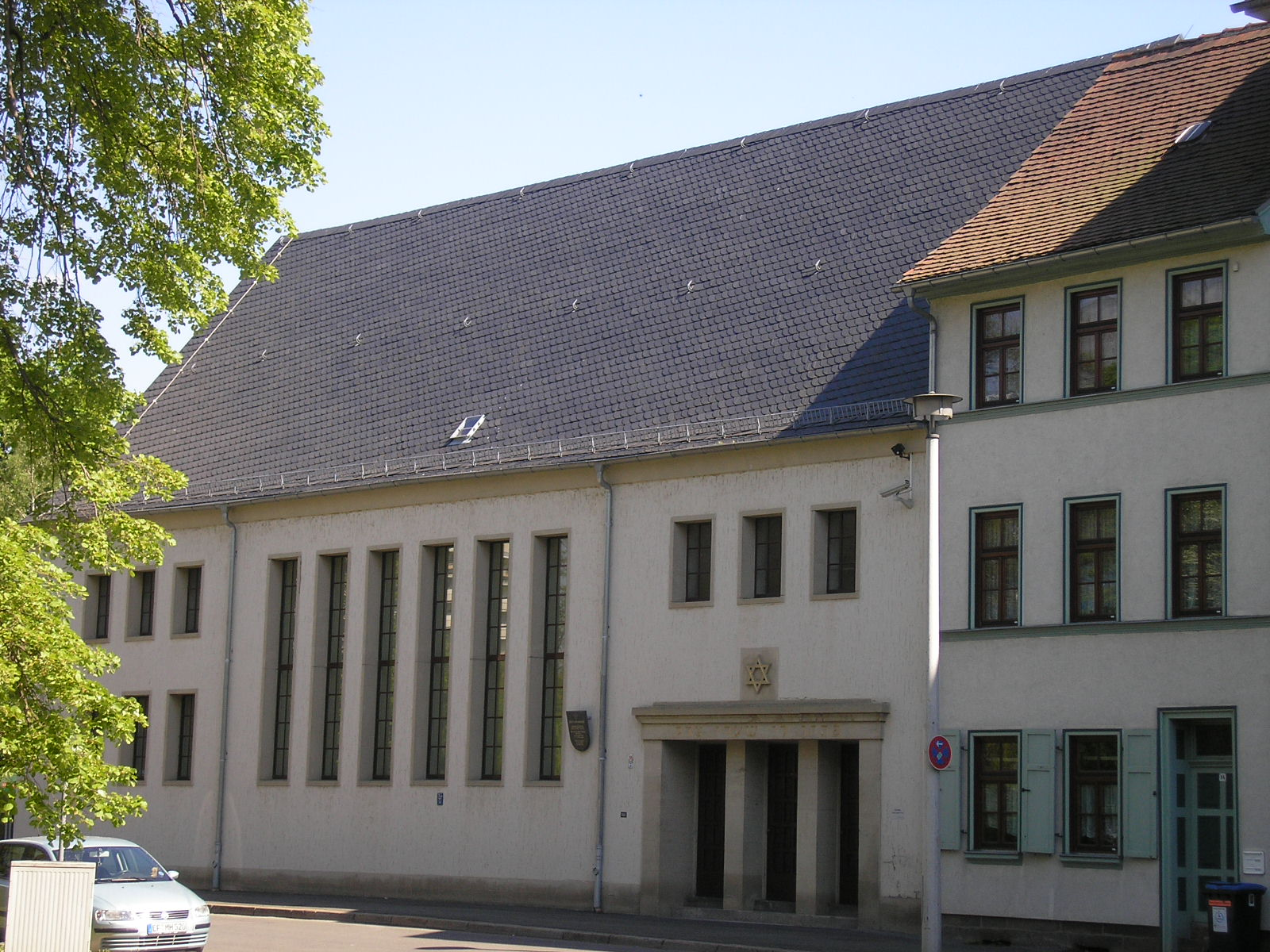
Neue Synagoge

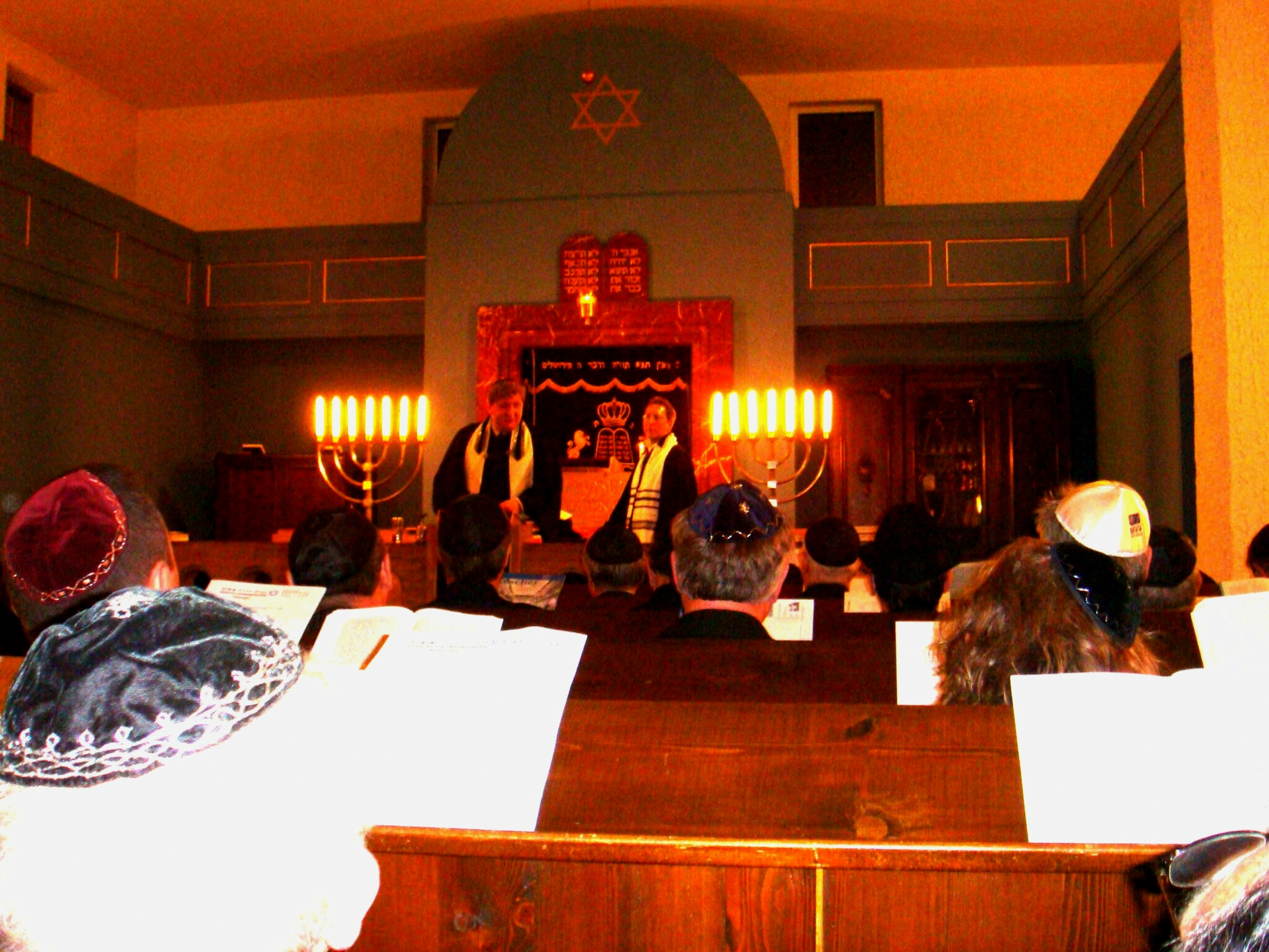
Einweihung von Rabbiner Konstantin Pal 2010

Die Neue Synagoge ist die Synagoge der thüringischen Landeshauptstadt Erfurt. Sie befindet sich am Juri-Gagarin-Ring und ist die einzige (verwendete) Synagoge Thüringens sowie eine von nur zwei zu DDR-Zeiten errichteten Synagogen. Sie dient der rund 850 Mitglieder umfassenden Jüdischen Landesgemeinde Thüringen als Gebetsraum. Außer ihr gibt es in Erfurt die alte und die kleine Synagoge, beide nicht mehr für Gottesdienste verwendet.

## Geschichte
Bis zu ihrer Zerstörung im Jahr 1938 stand auf dem Gelände die Große Synagoge. 1951/52 wurde der neue schlichte, zweigeschossige Putzbau nach Plänen von Willy Nöckel errichtet und am 31. August 1952 eingeweiht.
Am 20. April 2000 wurde von drei 17 und 18 Jahre alten Rechtsextremisten ein Brandanschlag auf die Synagoge verübt.
Im späteren Prozess am Thüringer Oberlandesgericht wurden sie zu drei Jahren, bzw. zu 2 Jahren und 3 Monaten Haft verurteilt.
Im November 2014 wurde die Straßenfläche vor der Synagoge in Max-Cars-Platz umbenannt. Max Cars (1894–1961) war der erste Vorsitzende der Jüdischen Landesgemeinde Thüringen nach dem Zweiten Weltkrieg.
Seit dem Jahr 2021 ist in der Neuen Synagoge ein 3D-Modell der Großen Synagoge mittels VR-Brille begehbar.
Am 12. November 2023 zündeten zwei angetrunkene libysche Asylbewerber am Gebäudeeingang hängende Gedenkzettel an, die an den laufenden Krieg zwischen Israel und der Terrororganisation Hamas erinnerten und auf denen Menschen ihre Solidarität mit Israel ausgedrückt hatten. Nach der Vernehmung wurden beide Täter umgehend auf freien Fuß gesetzt.